# Nicola Pellicani
Nicola Pellicani (Venezia, 26 marzo 1961) è un giornalista e politico italiano.

## Biografia
Caposervizio de La Nuova di Venezia e Mestre e corrispondente de La Repubblica, direttore della Fondazione Pellicani di studi politici e storici su Venezia e Mestre dedicata allo scomparso padre Gianni (già parlamentare del Partito Comunista Italiano e vicesindaco del Comune di Venezia), è animatore del Festival della Politica.
Alle elezioni politiche del 2018 è eletto deputato del Partito democratico. È membro dal 2018 della VIII Commissione ambiente, territorio e lavori pubblici nonché della Commissione parlamentare di inchiesta sul fenomeno delle mafie e sulle altre associazioni criminali, anche straniere.

### Iniziative parlamentari
Nella legge Milleproroghe del 2020 ha presentato in emendamento, assieme a Rosa Maria Di Giorgi, che intende regolamentare gli affitti brevi. Secondo questo emendamento anche per affittare tre stanze, pur in immobili differenti, e per un totale inferiore agli 8 giorni servirà la partita IVA, in quanto la locazione verrebbe considerata attività d’impresa a tutti gli effetti.